# مسجد حمودة باشا الحسيني

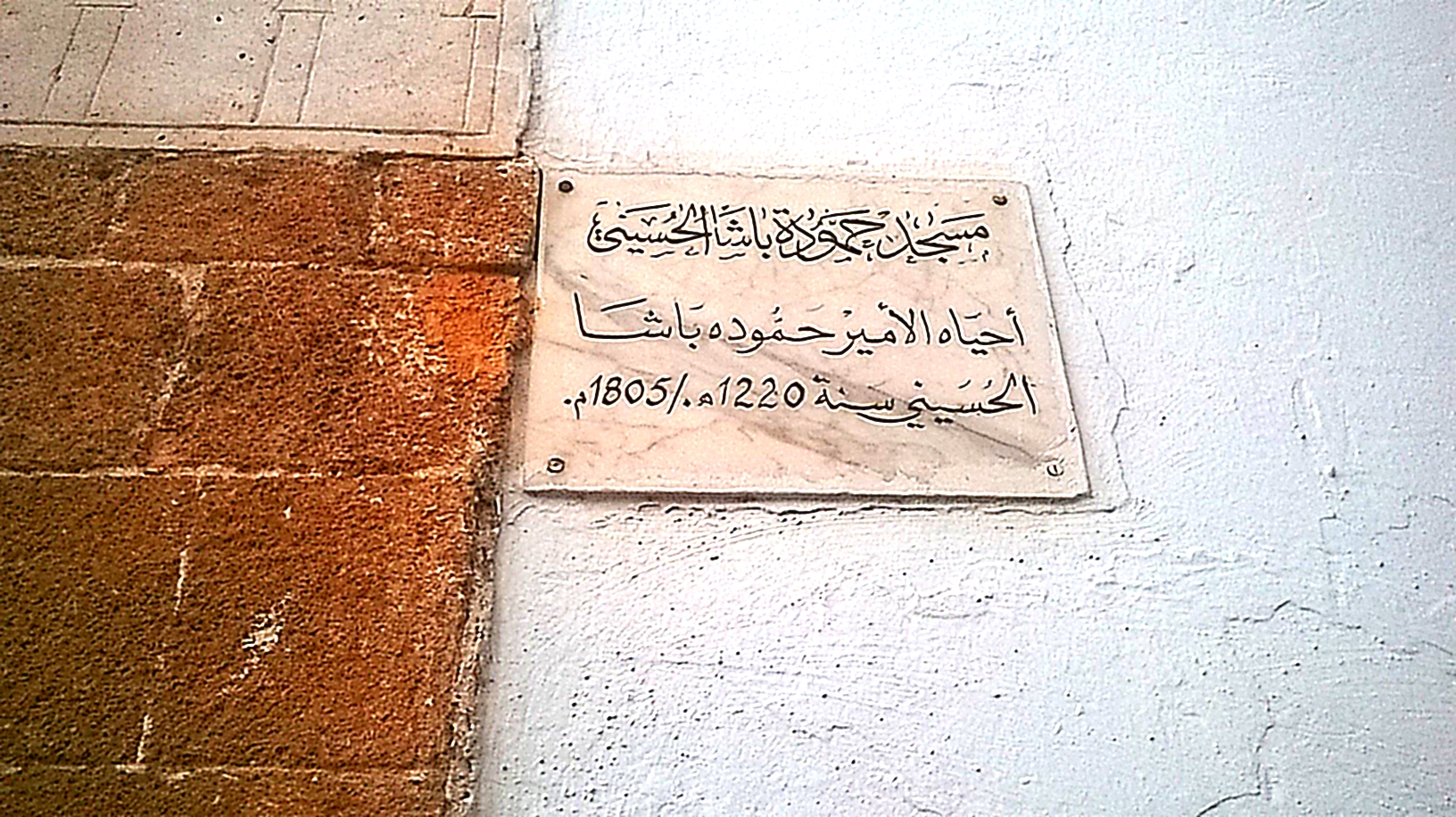
لوحة تذكارية لمسجد حمودة باشا الحسيني.

مسجد حمودة باشا الحسيني أو مسجد حمودة الصغير  هو مسجد تونسي يقع غرب مدينة تونس العتيقة في تونس العاصمة. تسمية مسجد حمودة باشا الحسيني جاءت لتفرقه عن مسجد حمودة باشا المرادي.

## المكان
يقع الجامع في 214 نهج القصبة.

## التاريخ
شيد المسجد سنة 1805 (1220 هـ) من قبل حمودة باشا الحسيني باي تونس.

## مقالات ذات صلة
- مساجد مدينة تونس